# Стантон (округ, Небраска)
Округ Стантон (англ. Stanton County) — округ, расположенный в штате Небраска (США) с населением в 6129 человек по статистическим данным переписи 2010 года. Столица округа находится в одноимённом городе.

## История
Округ Стантон был образован в 1865 году и получил своё название в честь Эдвина Стэнтона — политического деятеля и Военного министра в кабинете президента Авраама Линкольна.

## География
По данным Бюро переписи населения США округ Стантон имеет общую площадь в 1116 квадратных километров, из которых 1114 кв. километров занимает земля и 2 кв. километра — вода. Площадь водных ресурсов округа составляет 0,29 % от всей его площади.

### Соседние округа
- Уэйн (Небраска) — север
- Каминг (Небраска) — восток
- Мадисон (Небраска) — запад
- Платт (Небраска) — юго-запад
- Колфакс (Небраска) — юг

## Демография
По данным переписи населения 2010 года в округе Стантон проживало 6129 человек, 1784 семей, насчитывалось 2297 домашних хозяйств и 2452 жилых дома. Средняя плотность населения составляла 6 человек на один квадратный километр. Расовый состав округа по данным переписи распределился следующим образом: 96,72 % белых, 0,42 % чёрных или афроамериканцев, 0,48 % коренных американцев, 0,12 % азиатов, 0,88 % смешанных рас, 1,38 % — других народностей. Испано- и латиноамериканцы составили 2,31 % от всех жителей округа.
Из 2297 домашних хозяйств в 38,90 % — воспитывали детей в возрасте до 18 лет, 67,50 % представляли собой совместно проживающие супружеские пары, в 7,20 % семей женщины проживали без мужей, 22,30 % не имели семей. 19,20 % от общего числа семей на момент переписи жили самостоятельно, при этом 8,10 % составили одинокие пожилые люди в возрасте 65 лет и старше. Средний размер домашнего хозяйства составил 2,76 человека, а средний размер семьи — 3,16 человека.
Население округа по возрастному диапазону по данным переписи 2010 года распределилось следующим образом: 29,80 % — жители младше 18 лет, 7,60 % — между 18 и 24 годами, 27,40 % — от 25 до 44 лет, 21,80 % — от 45 до 64 лет и 13,50 % — в возрасте 65 лет и старше. Средний возраст жителей округа составил 36 лет. На каждые 100 женщин в округе приходилось 98,40 мужчины, при этом на каждых сто женщин 18 лет и старше приходилось 96,40 мужчины также старше 18 лет.
Средний доход на одно домашнее хозяйство в округе составил 36 676 долларов США, а средний доход на одну семью в округе — 41 040 долларов. При этом мужчины имели средний доход в 27 969 долларов США в год против 19 428 долларов США среднегодового дохода у женщин. Доход на душу населения в округе составил 15 511 долларов США в год. 5,30 % от всего числа семей в округе и 6,80 % от всей численности населения находилось на момент переписи населения за чертой бедности, при этом 6,80 % из них были моложе 18 лет и 7,20 % — в возрасте 65 лет и старше.

## Основные автодороги

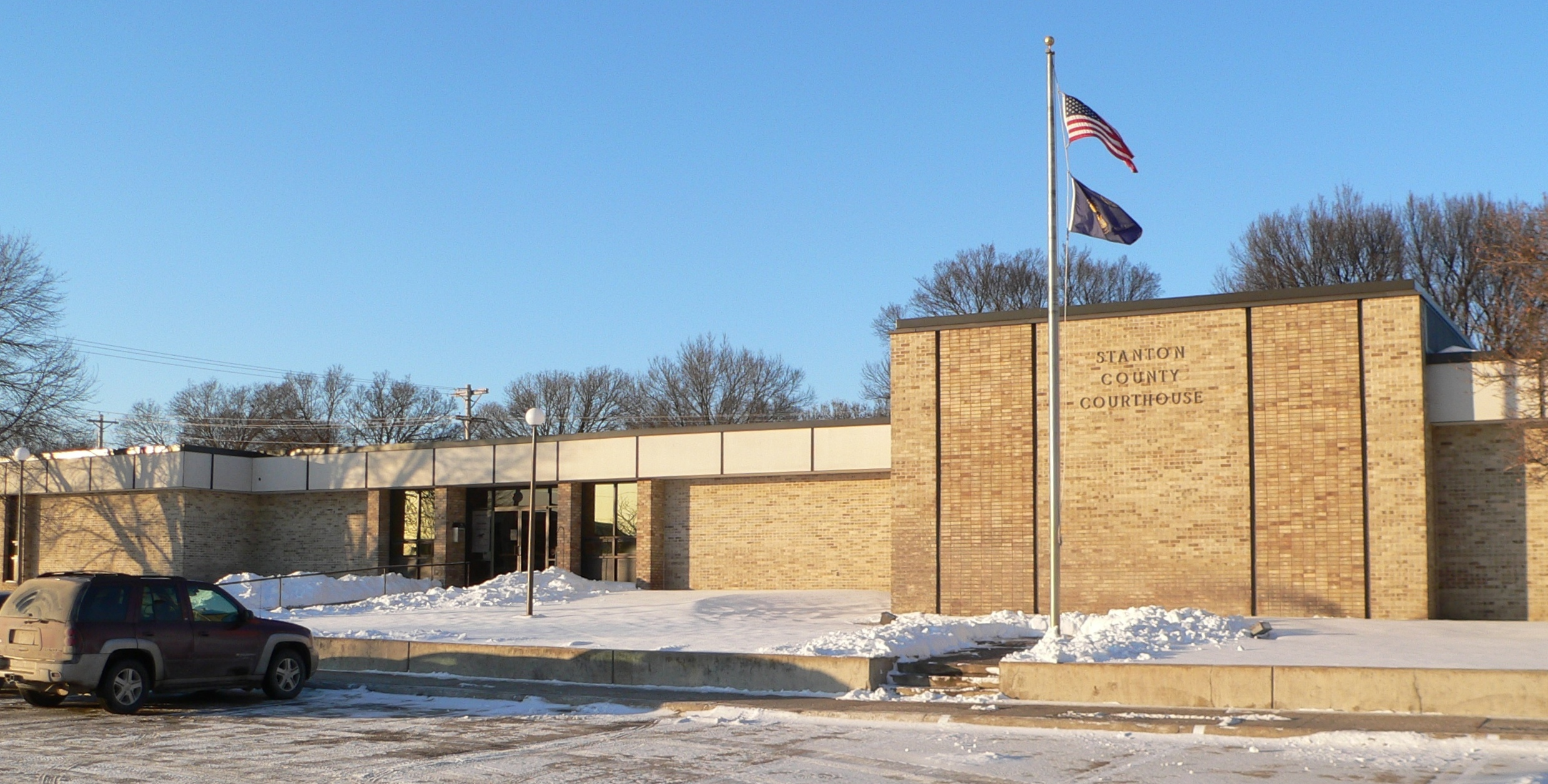
Здание окружного суда в городе Стантон

- US 275
- Автомагистраль 15
- Автомагистраль 24
- Автомагистраль 32
- Автомагистраль 35
- Автомагистраль 57

## Населённые пункты
- Пилджер
- Стантон